# Torre das Telecomunicações
Torre das Telecomunicações
Torre das Telecomunicações ou Torre ANTEL (original, Torre de las Telecomunicaciones) é um arranha-céu da cidade de Montevidéu, Uruguai. Foi projetado por Carlos Ott em 1997 para sediar a ANTEL, empresa estatal de telecomunicações. Foi concluído em 2000 por um grupo de investidores americanos, sendo atualmente o edifício mais alto do Uruguai. Durante sua construção, foi alvo de críticas dos políticos mais conservadores devido ao alto custo (US$102 milhões).